# مالك بن يخامر
مالك بن يخامر الألهان السكسكي الحمصي إمام ثقة مخضرم، يقال له صحبة ولم يصح، قال أبو نعيم: ذكر في الصحابة ولا يثبت، والصحيح: أنه تابعي وليس بصحابي، وكان من أخص أصحاب معاذ بن جبل.

## روايته للحديث النبوي
- روى عن معاذ بن جيل وعبد الرحمن بن عوف وعبد اللَّه السعدي وعمرو بن عوف وعبد اللَّه بن عمرو وغيرهم.
- روى عنه معاوية بحضرته. وحديثه عنه، عن معاذ في صحيح البخاري: وروى عنه أيضا ابناه: عبد اللَّه، وعبد الرحمن: وعمير بن هانئ، وجبير بن نفير، وشريح ابن عبيد، ومكحول الهذلي، وآخرون.

## أقوال العلماء فيه
- أبو نعيم الأصبهاني: ذكره بعضهم في الصحابة ولا يثبت.
- أحمد بن صالح الجيلي: شامي تابعي ثقة.
- ابن حجر العسقلاني: مخضرم، ويقال له صحبة.
- ابن عساكر الدمشقي: يقال له صحبة.
- الذهبي: قيل: له صحبة.
- المزي: يقال: له صحبة.
- محمد بن سعد كاتب الواقدي: ثقة.[1]